# Course hors-stade
Les courses hors-stade sont les courses à pied organisées en dehors des pistes d'athlétisme, telles que la course sur route (5 kilomètres, 10 kilomètres, semi-marathon, marathon...) et les courses en pleine nature (cross-country, trail, course en montagne, kilomètre vertical).